# 上翁多莫澤羅湖
66°23′1″N 38°15′17″E / 66.38361°N 38.25472°E
上翁多莫澤羅湖（羅馬化：Verkhneye Ondomozero），是俄羅斯的湖泊，位於該國西北部，由摩爾曼斯克州負責管轄，處於捷列克區，面積55平方公里，海拔高度164.9米，湖岸線長度75公里。